# Züünbüren
Züünbüren (Mongol : Зүүнбүрэн) est un sum (district) de la province de Selenge, au nord de la Mongolie.